# Sang an die Sonne
Sang an die Sonne ist ein epochales, in der Nacht vom 18. auf den 19. August 1917 erstmals aufgeführtes Tanzdrama von Rudolf von Laban. Er selbst bezeichnete den „dreiteiligen Naturreigen“ als einen den „chorischen Spielen“ zugehörenden „Bewegungschor“.
Die Entstehung des Werkes fällt in die Zeit nach der Entstehung des modernen Ausdruckstanzes, dem Ballett der Jahre 1913 bis 1919. Der Monte Verità gilt dabei als einer der wichtigen Entstehungsorte dieser Kunstgattung. Hier hatte Laban die von ihm geleitete Sommerschule für Bewegungskunst gegründet und mit bedeutenden Tänzerinnen wie Mary Wigman, Suzanne Perrottet, Berthe Trümpy und Katja Wulff mit ganzheitlichen Methoden gearbeitet. Das Libretto stammt von Otto Borngräber.
1914 stand das Stück Sieg des Opfers auf dem Spielplan, in dem ein düsterer Inzest inszeniert wurde und bei dem die Tänzer auch schauspielerische Fähigkeiten beweisen mussten. Schauspielerische Defizite und fehlende männliche Mimen ließen die Aufführung scheitern. Zudem brach bald nach Probenbeginn der Erste Weltkrieg aus und die deutschen Männer – Tänzer wie Sanatoriumsgäste – mussten zurück nach Deutschland. Doch je länger der Krieg dauern sollte, desto mehr kamen zurück.: Seite 118
Der Sang an die Sonne sowie Istars Höllenfahrt sind Abschlussarbeiten der Sommerschule, die vor einem grösseren Publikum aufgeführt wurden. Beide Werke sind symbolhaft überhöht. Es geht in ihnen um innere Läuterung und Reinkarnation. Während in der Höllenfahrt die programmatische Befreiung der Menschen aus dem alten Babylon durch eine Abkehr von  der Zivilisation thematisiert wird, geht es beim Sang an die Sonne um die Glorifizierung der Sonne von ihrem abendlichen Untergang über den Tanz der Dämonen bis zum Tanz der singenden Sonne als Begrüßung am nächsten Morgen. Die untergehende und aufgehende Sonne ist in das Spiel miteinbezogen, sodass die Aufführung die ganze Nacht über andauern muss.: S. 192

## Inhalt
Die Aufführung fand zunächst auf einer von Baumgruppen umsäumten Bergwiese statt. Gen Westen war die Wiese abschüssig und endete jäh an einem steilen Berghang. Dort am Rand war eine mit Feldsteinen abgegrenzte Feuerstelle angelegt. Der Blick der Zuschauer ging darüber hinweg auf die freie Fläche des Lago Maggiore sowie die dahinter liegenden, im blauen Dunst emporragenden Bergketten des Monte Limidario, die die Grenze zwischen der Schweiz und Italien markieren.
Der Anfang der Aufführung wurde so gewählt, dass die Sonnenscheibe gerade den Horizont berührte. Zu Beginn erschien der Kopf des Sprechers, der den Hang erklomm, nahe der Feuerstelle gegen die untergehende Sonne. Ihm folgte der Zug der Darsteller. Der Sprecher wandte sich an die Sonne und sprach zu ihr. Bei einer zweiten Ansprache war er bereits von seinem Gefolge umringt. Ihm folgte ein Abschiedsreigen, der genau in dem Moment des Sonnenunterganges vorgetragen wurde. Dazu kamen aus den Zuschauerreihen einzelne Frauen und Kinder hinzu. Sie entfachten das Feuer in der Feuerstelle und brachten den Rauch in leichte Schwingungen. Ein vierter Spruch folgte, der der Dämmerung gewidmet war. Mit ihm formte sich ein Zug, der die Zuschauer vom Spielplatz wegführte.
Der zweite Teil der Aufführung begann gegen Mitternacht mit dem Spiel Dämonen der Nacht. Tänzerinnen und Tänzer waren mit Schlaginstrumenten und Flöten ausgestattet und sammelten die Zuschauer, um mit ihnen gemeinsam den von Fackeln und Laternen erhellten Weg auf den Berggipfel zu besteigen. Schaurig bizarre Felsen wurden von einem hellen Feuer illuminiert, Kobolde vollführten Springtänze.
Marcel Janco schuf die Masken aus Zweigen und Gräsern, die die ganzen Körper der Tänzer verhüllten, als sie mit ihrem Gefolge auftraten. Vielgestaltige Figuren stellten Hexen und Unholde dar, die sich bei wilden Tänzen entschleierten und ihre Masken dem Feuer übergaben. Ein später erlöschendes Feuer war die Zeit des Tanzes der Schatten. Dann ging die Zuschauerschar von fackeltragenden Tänzern umringt, wieder den beschwerlichen Weg zurück bergab, diesmal zu einer Wiese mit freiem Blick gen Osten, wo langsam die Dämmerung aufstieg. Der dunkle Spuk verschwand mit der aufgehenden Sonne, die bei dem Morgentanz die dünnen Gewänder der Tänzerinnen durchschien.

## Bewertung
Die Aufführung steht in engem Zusammenhang mit den Ideen von Theodor Reuß, der als Großmeister den Ordo Templi Orientis auf dem Monte Verità etablierte. Zwar ist Sang an die Sonne als ein eigenständiges Werk Labans zu sehen, doch war für Reuß die Aufführung „Höhepunkt und Abgesang zugleich, zumindest was [sein] Wirken auf dem Monte Verità betraf. Auch er war ein Menschenfänger und Frauenverführer wie mancher andere in der Umgebung. … Als er sich anschickte, Ida Hofmann den Kopf zu verdrehen, warf Henri Oedenkoven ihn hinaus. Die ganze Episode hinterließ einen peinlichen Nachgeschmack und in Ascona noch lange Zeit die Vorstellung vom sündigen Monte Verità.“: Seite 122–126
Die Intention Labans, die Werke bedeutungsvoll entrückt aufzuführen, konnte vom Publikum offenbar nicht immer entsprechend nachvollzogen werden: Karl Vester (1879–1963), Mann der zweiten Stunde auf dem Monte Verità, schrieb in sein Tagebuch, wie peinlich es ihm war, ihm „nahestehende und schätzenswerte Menschen, zumal Frauen in den luftigen Gewändern von einem teilweise so lüsternen mopsiken Publikum tanzen zu sehen“. Offenbar interessierten sich die Zuschauer mehr für die Körper der meist weiblichen Darsteller als für die Charaktere, die sie darstellen wollten.: S. 192–193

## Rezeption
In Anlehnung an Labans Tanzfreilichtspiel, zu dem weder Text, Musik noch Choreografie erhalten sind, wurde 71 Jahre später unter ähnlicher astrologischer Konstellation in der Nacht vom 14. auf den 15. August 1988 das ebenfalls dreiteilige Tanzspektakel "Sonnenfest" auf dem Hügel Monte Verità aufgeführt (unter anderen mit Margit Huber und Maria Bonzanigo, aufgezeichnet vom Fernsehen der italienischen Schweiz TSI).